# Hexabranchus
Hexabranchus es un género de moluscos nudibranquios de la familia de los Chromodorididae.

## Especies
Las especies de este género son:
- Hexabranchus morsomus  Ev. Marcus & Er. Marcus, 1962
- Hexabranchus sanguineus  (Rüppell & Leuckart, 1830)